# Copa de España de fútbol sala femenino 2014
La Copa de España de Fútbol Sala Femenino de 2014 tuvo lugar  el 7 y el 8 de junio en Burela (Galicia). Es la vigésima edición de este campeonato español.
A la cita acudieron los cuatro primeros clasificado en la liga regular. El sorteo puro realizado deparó los siguientes cruces: la Agrupación Deportiva Alcorcón dirigida por Ángel Orejón se cruzó con la Universidad de Alicante de Carlos Navarro. En la segunda semifinal  se midieron el vigente campeón y anfitrión del torneo, el Burela FS Pescados Rubén dirigido por Quico Otero al actual subcampeón del torneo copero y vigente campeón de Liga, el At. Madrid Navalcarnero entrenado por Andrés Sanz.
El Atlético Madrid Navalcarnero se proclamó campeón por cuarta vez  en su historia al vencer a la AD Ciudad de Alcorcón  por 2-0.

## Participantes
- Burela FS Pescados Rubén
- Atlético Madrid Navalcarnero
- AD Ciudad de Alcorcón FSF
- Universidad de Alicante FSF

## Organización

### Sede
El torneo se disputó en la ciudad de Burela, en el Municipal de Vista Alegre, con capacidad para 1.400 espectadores.

## Resultados
|  | Semifinales                  | Semifinales                  | Semifinales                  |                              |                           | Final                     | Final | Final |  |
|  |                              |                              |                              |                              |                           |                           |       |       |  |
|  |                              |                              |                              |                              |                           |                           |       |       |  |
|  | AD Ciudad de Alcorcón FSF    | AD Ciudad de Alcorcón FSF    | 1(5)                         |                              |                           |                           |       |       |  |
|  | AD Ciudad de Alcorcón FSF    | AD Ciudad de Alcorcón FSF    | 1(5)                         |                              |                           |                           |       |       |  |
|  | Universidad de Alicante FSF  | Universidad de Alicante FSF  | 1(3)                         |                              |                           |                           |       |       |  |
|  | Universidad de Alicante FSF  | Universidad de Alicante FSF  | 1(3)                         |                              | AD Ciudad de Alcorcón FSF | AD Ciudad de Alcorcón FSF | 0     |       |  |
|  |                              |                              |                              |                              | AD Ciudad de Alcorcón FSF | AD Ciudad de Alcorcón FSF | 0     |       |  |
|  |                              |                              | Atlético Madrid Navalcarnero | Atlético Madrid Navalcarnero | 2                         |                           |       |       |  |
|  | Burela FS Pescados Rubén     | Burela FS Pescados Rubén     | Atlético Madrid Navalcarnero | Atlético Madrid Navalcarnero | 2                         | 3                         |       |       |  |
|  | Burela FS Pescados Rubén     | Burela FS Pescados Rubén     |                              |                              |                           | 3                         |       |       |  |
|  | Atlético Madrid Navalcarnero | Atlético Madrid Navalcarnero | 5                            |                              |                           |                           |       |       |  |
|  | Atlético Madrid Navalcarnero | Atlético Madrid Navalcarnero | 5                            |                              |                           |                           |       |       |  |
|  |                              |                              |                              |                              |                           |                           |       |       |  |

### Semifinales

#### AD Ciudad de Alcorcón FSF - Universidad de Alicante FSF
| 7 de junio de 2014, 17:30                                                            | AD Ciudad de Alcorcón FSF                                               | 1:1 (0:0) (t. s.)(5:3 p.)  | Universidad de Alicante FSF                                      | Municipal de Vista Alegre, Burela                                          |                                                                            |
|                                                                                      | Andrea Feijoo 49'                                                       | Reporte                    | Andrea Lacrampe 47'                                              | Asistencia: 500 espectadores Árbitro(s): González Armada y Menéndez Nistal | Asistencia: 500 espectadores Árbitro(s): González Armada y Menéndez Nistal |
|                                                                                      |                                                                         | Tiros desde el punto penal |                                                                  |                                                                            |                                                                            |
|                                                                                      | Soldevilla · Lara Terrés · Natalia Orive · Sandra Vadillos · Isa García |                            | Lorena Rubio · Amelia Romero · Andrea Castelló · Mónica Castillo |                                                                            |                                                                            |
| Se clasifica la AD Ciudad de Alcorcón FSF después de disputar una tanda de penaltis. |                                                                         |                            |                                                                  |                                                                            |                                                                            |

#### CD Burela FS Pescados Rubén - Atlético de Madrid Navalcarnero
| 7 de junio de 2014, 18:30                                         | Burela FS Pescados Rubén                                     | 3:5 (3:3) (1:1) (t. s.) | Atlético Madrid                                                               | Municipal de Vista Alegre, Burela                                                       |                                                                                         |
|                                                                   | Claudia Rodríguez 9 ' · Bea Mateos 27' · Daniela Montoya 33' | Reporte                 | Leticia Sanchez 5' · Ju Delgado 34' 39' · Rocio Sevilla 45' · Anita Luján 50' | Asistencia: 800 espectadores Árbitro(s): Carlos Martínez Torres y Miguel Sierra Márquez | Asistencia: 800 espectadores Árbitro(s): Carlos Martínez Torres y Miguel Sierra Márquez |
| Se clasifica el Atlético Madrid después de disputar una prórroga. |                                                              |                         |                                                                               |                                                                                         |                                                                                         |

### Final
| 15          | Bandera de España | Miriam Rodríguez |  |
| 5           | Bandera de España | Sandra Vadillos  |  |
| 6           | Bandera de España | Isa García       |  |
| 10          | Bandera de España | Desirée Jiménez  |  |
| 14          | Bandera de España | Natalia Orive    |  |
| Entrenador: | Entrenador:       | Ángel Orejón     |  |

| 1           | Bandera de España | Belén De Uña     |  |
| 9           | Bandera de Brasil | Ju Delgado       |  |
| 14          | Bandera de España | Anita Luján      |  |
| 17          | Bandera de España | Rosana Carballes |  |
| 18          | Bandera de España | Cristina Llanos  |  |
| Entrenador: | Entrenador:       | Andrés Sanz      |  |

| 2  | Bandera de España | Soldevilla    |  |
| 11 | Bandera de España | Lara Terrés   |  |
| 3  | Bandera de España | Andrea Feijoo |  |
| 6  | Bandera de España | Leire         |  |
| 8  | Bandera de España | Houda         |  |

| 6  | Bandera de España | Rocio Sevilla  |  |
| 8  | Bandera de España | Maria Infante  |  |
| 10 | Bandera de España | Natalia Flores |  |

| Anotado | 5'  | Ju Delgado     | 0-1 |
| Anotado | 31' | Natalia Flores | 0-2 |

| Amonestado |  | Ju Delgado |  |

| 15          | Bandera de España | Miriam Rodríguez |  |
| 5           | Bandera de España | Sandra Vadillos  |  |
| 6           | Bandera de España | Isa García       |  |
| 10          | Bandera de España | Desirée Jiménez  |  |
| 14          | Bandera de España | Natalia Orive    |  |
| Entrenador: | Entrenador:       | Ángel Orejón     |  |

| 1           | Bandera de España | Belén De Uña     |  |
| 9           | Bandera de Brasil | Ju Delgado       |  |
| 14          | Bandera de España | Anita Luján      |  |
| 17          | Bandera de España | Rosana Carballes |  |
| 18          | Bandera de España | Cristina Llanos  |  |
| Entrenador: | Entrenador:       | Andrés Sanz      |  |

| 2  | Bandera de España | Soldevilla    |  |
| 11 | Bandera de España | Lara Terrés   |  |
| 3  | Bandera de España | Andrea Feijoo |  |
| 6  | Bandera de España | Leire         |  |
| 8  | Bandera de España | Houda         |  |

| 6  | Bandera de España | Rocio Sevilla  |  |
| 8  | Bandera de España | Maria Infante  |  |
| 10 | Bandera de España | Natalia Flores |  |

| Anotado | 5'  | Ju Delgado     | 0-1 |
| Anotado | 31' | Natalia Flores | 0-2 |

| Amonestado |  | Ju Delgado |  |

| Comunidad de Madrid                             |
| Campeón Atlético Madrid Navalcarnero 4.º título |